# Mirella Márcia
Mirella Márcia Longo Vieira Lima  (Salvador, 28 de março de 1957), é uma professora e escritora brasileira, imortal ocupante da Academia de Letras da Bahia, Cadeira 16,  doutora em letras pela Universidade de São Paulo. 

## Biografia
Professora Titular de Teoria Literária da Universidade Federal da Bahia e pesquisadora do CNPq, Mirella Márcia é autora de diversos ensaios, poemas, crônicas e contos publicados no Brasil, em Portugal, na França e nos Estados Unidos  e também é autora de sete livros, entre os quais se situam “A torre infinita”, “Confidência Mineira: o amor nos poemas de Carlos Drummond de Andrade” e “Cenas de amor em romances do século XX”.   
Entre suas obras encontram-se: 
- “O curso das águas” (Poemas, 1981),
- “Confidência Mineira: o amor na poesia de Carlos Drummond de Andrade” (Ensaio, 1995); “A música liberta” (Crônicas, 2000);
- “A torre infinita” (Poemas, 2011);
- “Um amor desconhecido” (Crônicas, 2016);
- “Um quarto muito amplo” (Memorial acadêmico, 2017);
- “Cenas de amor em romances do século XX” (Ensaios, 2017).

Em 22 de março de 2023, tomou posse como imortal da Cadeira 16 da Academia de Letras da Bahia.